# Fusinus rudis
Fusinus rudis là một loài ốc biển, là động vật thân mềm chân bụng sống ở biển trong họ Fasciolariidae.

## Hình ảnh

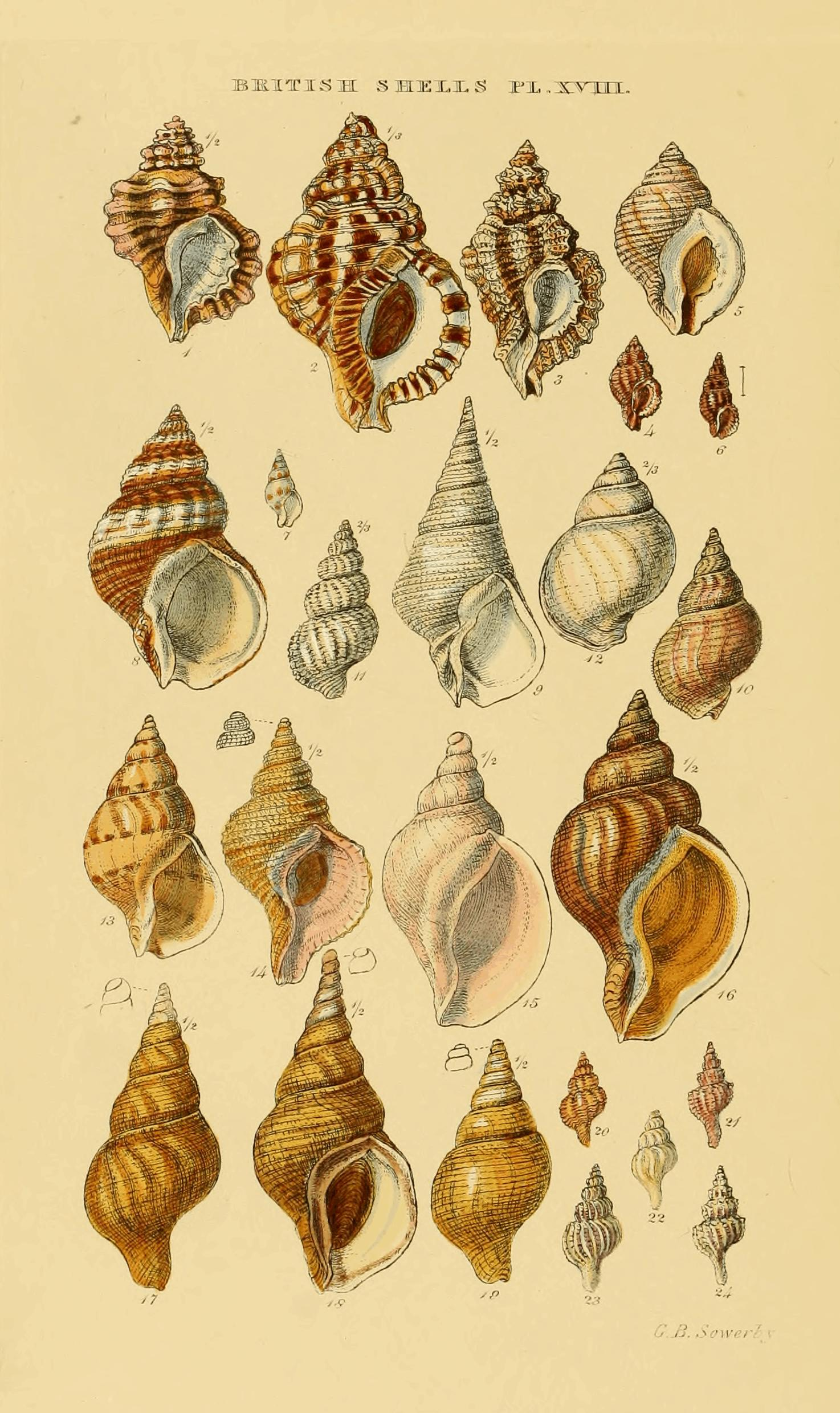